# Domici Calví (pretor)
Domici Calví (en llatí Domitius Calvinus) era un magistrat romà. Va ser probablement fill de Gneu Domici Calví Màxim I (Cneus Domitius CN. F. Calvinus Maximus). Formava part de la Gens Domícia, una gens d'origen plebeu.
Va ser elegit pretor, i va conquerir la ciutat de Luna a Etrúria que havia estat ocupat per una banda d'il·liris. No se sap la data exacta d'aquest fet, tot i que és clar que hauria d'haver ocorregut després de la Primera Guerra Púnica, és a dir, després de l'any 240 aC.